# Церковь Живоначальной Троицы (Уницы)
Церковь Живонача́льной Тро́ицы — православный храм в селе Уни́цы Кашинского района Тверской области. Относится к Кашинскому благочинию Тверской епархии Русской Православной Церкви.

## Краткая история

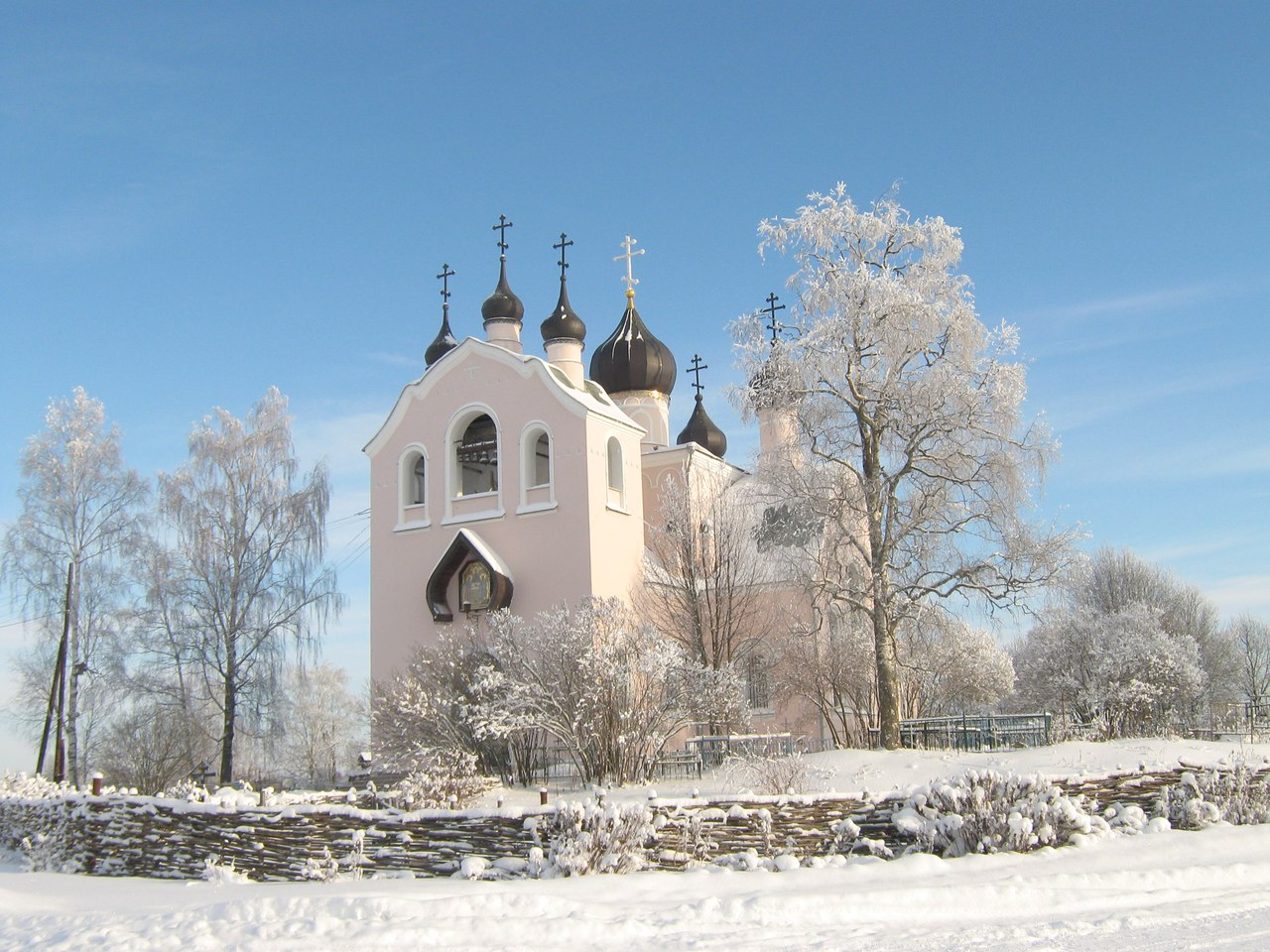
Троицын храм в Уницах зимой, 2017

Построен в 1915 году по проекту тверского губернского архитектора В. И. Назарина в неорусском стиле, он же осуществлял и техническое руководство строительством.
В интерьере центральная часть перекрыта глухим крестовым сводом, такие же своды устроены над алтарями, прочие своды — полуциркульные. В основу храма положен крупный четверик с примыкающими к нему притворами. Храм семикупольный, на трёхпролётной звоннице над входом находятся пять колоколов разного веса и величины. Окна в центральном объёме расписаны витражными красками. Престолы освящены в честь Живоначальной Троицы, Покрова Божией Матери и святителя Николая.
Храм построен на месте нескольких сменявших друг друга деревянных церквей, одна из которых известна в XVIII веке (1737 год), построенной Ртищевыми, бывшими вотчинниками села Уницы в XVII—XVIII веках.
2000 рублей на строительство храма пожертвовал Государь Император Николай II, 3000 рублей — помещица Мария Евграфовна Тарновская-Воробьёва. При реставрации храма в 90-х годах XX в. на месте одного из престолов была найдена медная доска с памятной надписью:
«1910 года мая 16 заложен храм на месте сгоревшего 20 января 1907 года стараниями священника села Униц Отца Михаила Соколова, помещика Униц В. Е. Воробьёва, церковного старосты Михаила Изотова и прихожан села Униц. Для начала постройки послужили три тысячи рублей, пожертвованные Мариею Евграфовною Тарновской, урождённою Воробьёвою, скончавшеюся 1907 года 7 ноября».
Похоронены Воробьёвы на местном кладбище у Троицкого храма; сохранилось: захоронения в склепе и несколько гранитных и известняковых надгробий за алтарём храма.
Храм был закрыт в 1960-х годах, вновь возвращён верующим в 1992 году. Настоятель — протоиерей Александр Валерьевич Рычков, ранее был настоятелем священник Александр Лузянин.
В настоящее время к храму приписаны также церковь в честь святителя Николая Мирликийского Чудотворца в Савцыно и Храм Покрова Пресвятой Богородицы в селе Семёновское (Леушино).
Троицкий храм в Уницах считается одним из лучших памятников церковного зодчества XX века в Тверском крае, является памятником архитектуры и объектом историко-культурного наследия Тверской области (№ паспорта 4577).

## Фотографии

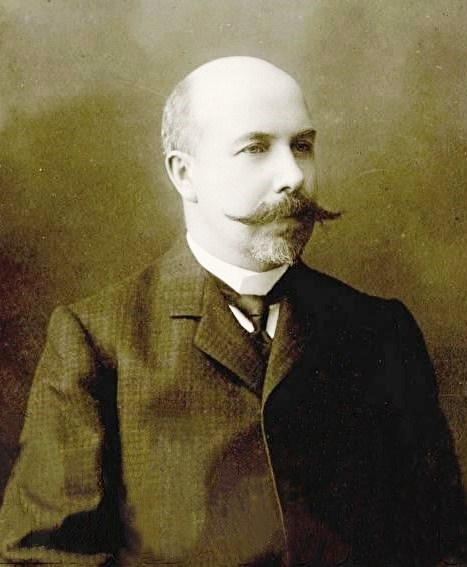
Виктор Иванович Назарин — архитектор храма
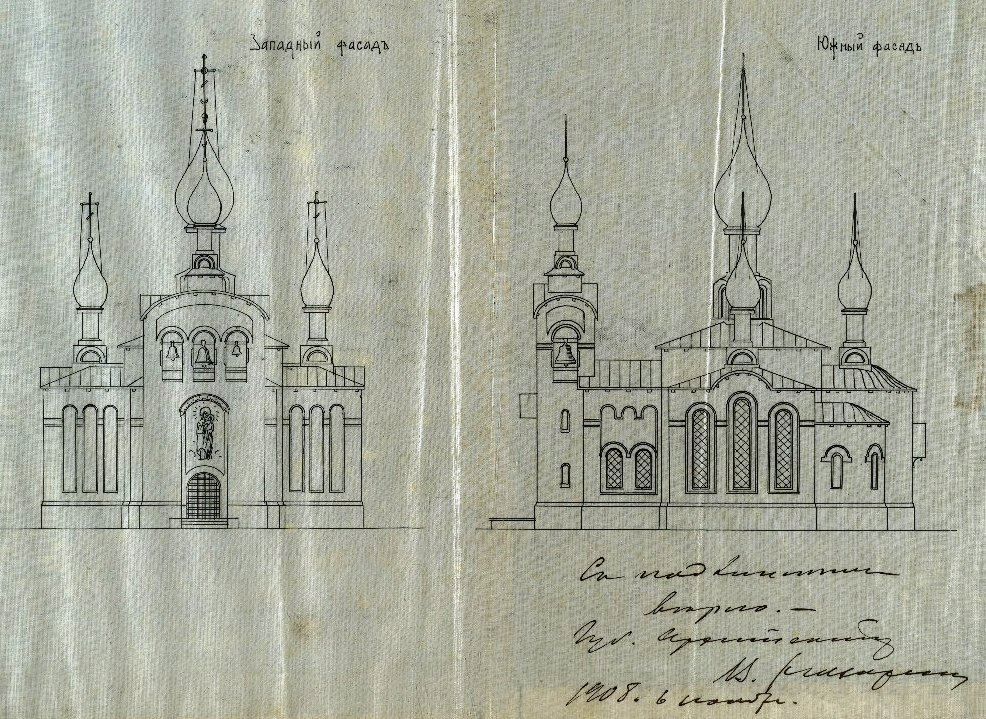
Калька проекта Троицкого храма в Уницах
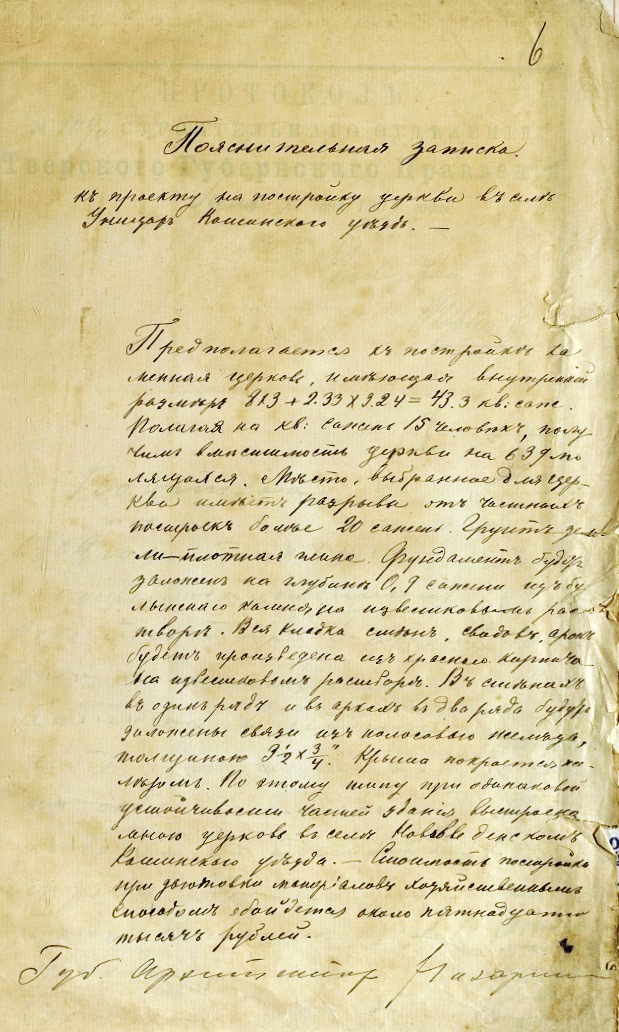
Пояснительная записка к проекту постройки храма
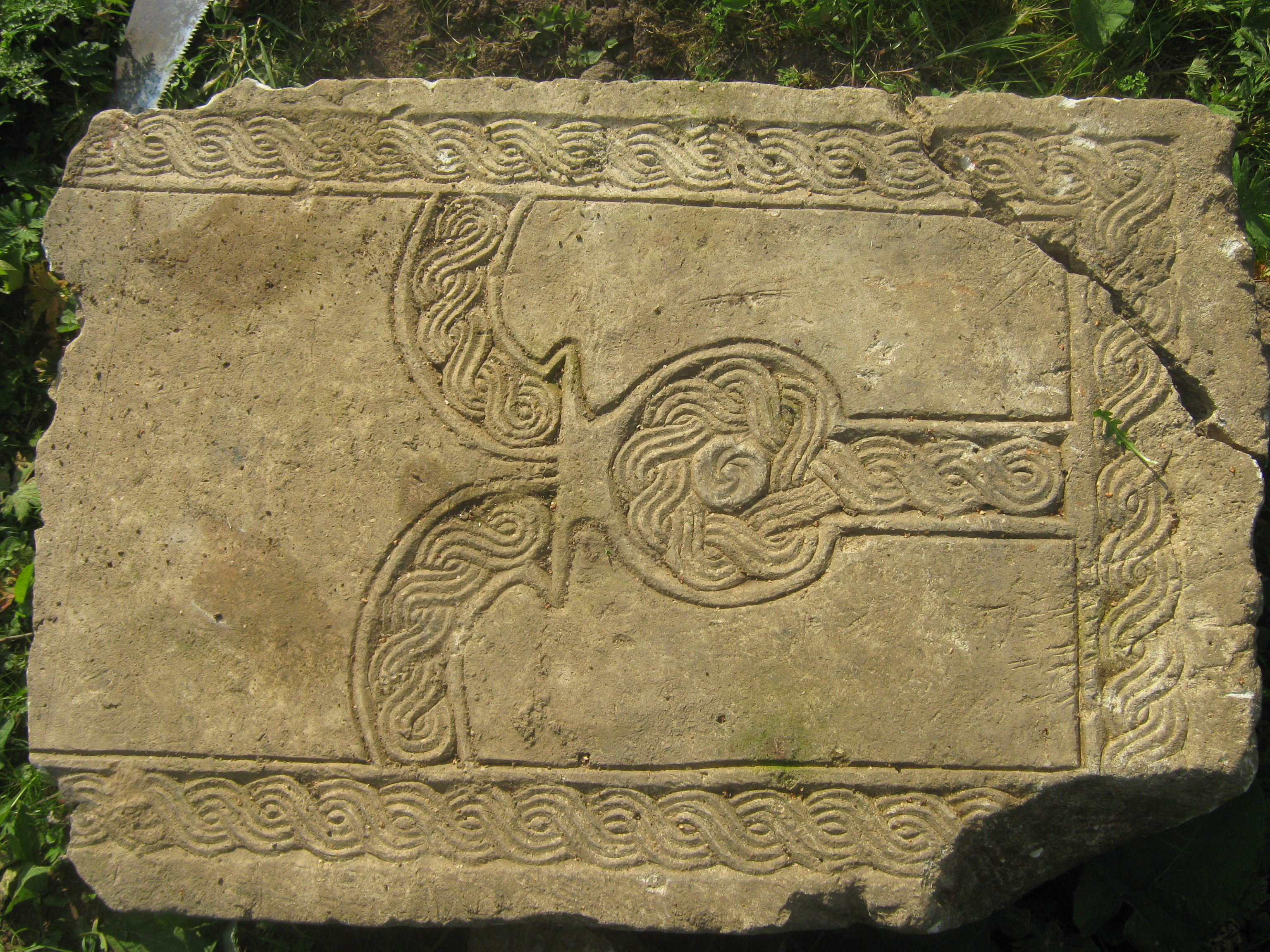
Надгробие бояр Ртищевых XVII века
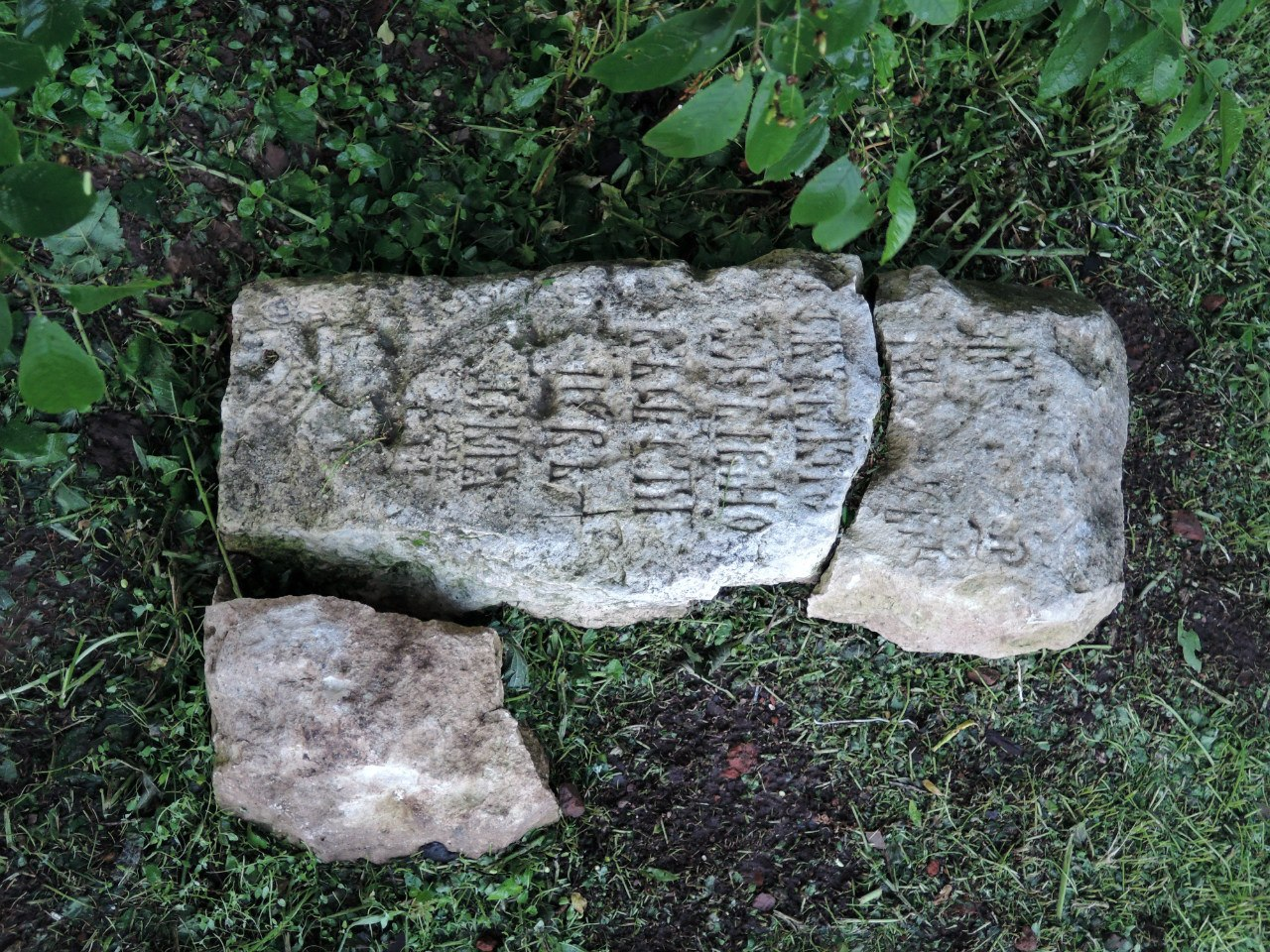
Надгробие боярина Ртищева XVII века
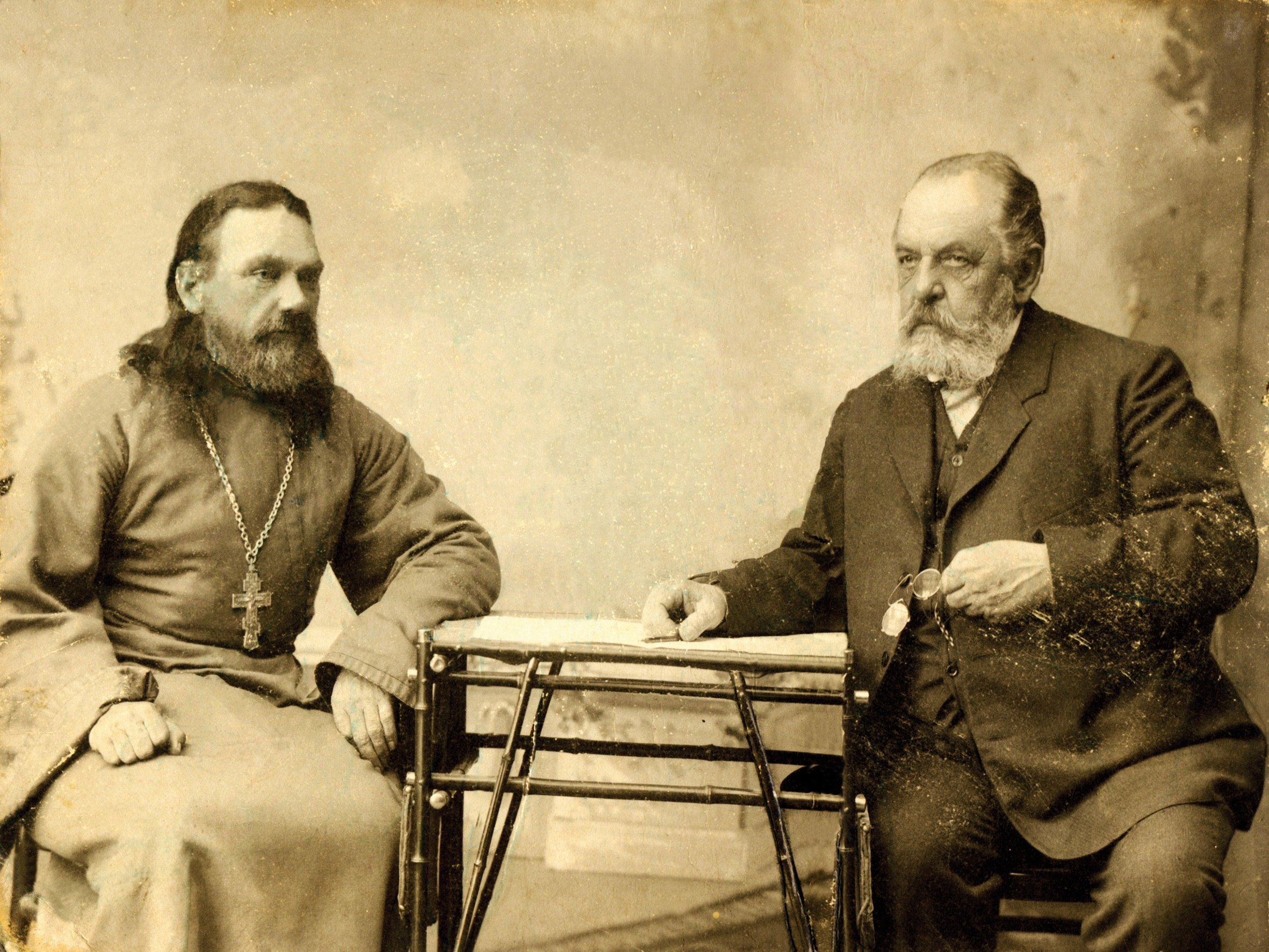
Священник храма Михаил Соколов и помещик Униц Вячеслав Воробьёв слева направо

## Комментарии
1. ↑  Прим. Мария Евграфовна Тарновская (23.05.1844 — 7.11.1907) урождённая Воробьёва была в замужестве за действительным статским советником Тарновским Петром Александровичем (14.04.1842 — 17.06.1894); родная сестра Вячеслава Евграфовича. Дата обращения: 22 октября 2018. Архивировано 22 октября 2018 года.